# Holandia (Borzyszkowy)
Holandia (dodatkowa nazwa w j. kaszub. Hòlandiô) – część wsi Borzyszkowy w Polsce, położona w województwie pomorskim, w powiecie bytowskim, w gminie Lipnica, na Pojezierzu Bytowskim, w regionie Kaszub zwanym Gochami.
W latach 1975–1998 Holandia administracyjnie należała do województwa słupskiego.